# Horst Meyer
Horst Meyer (20 de junio de 1941-24 de enero de 2020) fue un deportista alemán que compitió para la RFA en remo.
Participó en dos Juegos Olímpicos de Verano en los años 1964 y 1968, obteniendo dos medallas, plata en Tokio 1964 y oro en México 1968. Ganó dos medallas de oro en el Campeonato Mundial de Remo, en los años 1962 y 1966, y cuatro medallas de oro en el Campeonato Europeo de Remo entre los años 1963 y 1967.

## Palmarés internacional
| Representando al Equipo Alemán Unificado |                           |                  |                  |
| Juegos Olímpicos                         |                           |                  |                  |
| Año                                      | Lugar                     | Medalla          | Prueba           |
| 1964                                     | Tokio (Japón)             | Medalla de plata | Ocho con timonel |
| Representando a la RFA                   |                           |                  |                  |
| Juegos Olímpicos                         |                           |                  |                  |
| Año                                      | Lugar                     | Medalla          | Prueba           |
| 1968                                     | Ciudad de México (México) | Medalla de oro   | Ocho con timonel |
| Campeonato Mundial                       |                           |                  |                  |
| Año                                      | Lugar                     | Medalla          | Prueba           |
| 1962                                     | Lucerna (Suiza)           | Medalla de oro   | Ocho con timonel |
| 1966                                     | Bled (Yugoslavia)         | Medalla de oro   | Ocho con timonel |
| Campeonato Europeo                       |                           |                  |                  |
| Año                                      | Lugar                     | Medalla          | Prueba           |
| 1963                                     | Copenhague (Dinamarca)    | Medalla de oro   | Ocho con timonel |
| 1964                                     | Ámsterdam (Países Bajos)  | Medalla de oro   | Ocho con timonel |
| 1965                                     | Duisburgo (RFA)           | Medalla de oro   | Ocho con timonel |
| 1967                                     | Vichy (Francia)           | Medalla de oro   | Ocho con timonel |